# The Señorita's Repentance
The Señorita's Repentance è un cortometraggio muto del 1913 diretto da William Duncan.

## Produzione
Il film fu prodotto dalla Selig Polyscope Company.

## Distribuzione
Distribuito dalla General Film Company, il film - un cortometraggio di una bobina - uscì nelle sale cinematografiche statunitensi il 22 luglio 1913. Il 6 novembre di quell'anno, venne distribuito anche nel Regno Unito.